# Культура поведінки
Культу́ра поведі́нки — це сукупність сформованих, соціально значущих якостей особистості, щоденних вчинків людини в суспільстві, що ґрунтуються на нормах моралі, етики, естетики та культури.

## Структура
Суттєві ознаки культури поведінки у процесі дослідження визначила педагог Ніна Хамська. До них належать:
- відповідальність як своєчасне і відповідальне виконання своїх обов'язків і моральних вимог, активні й ініціативні дії, повага до прав і свобод, допомога і підтримка інших, самокритичність та саморегуляція своєї поведінки, протидія злу та насиллю;
- справедливість як чесність і щиросердність у взаєминах, правдивість, об'єктивність в оцінці себе та інших, самокритичність; повага людської гідності, шана до людини, прагнення не чинити незручностей і неприємностей, ставлення до інших як до унікальної особистості, коректність, самоповага, турбота про розвиток своєї духовної і фізичної культури;
- людяність як любов до людини, повага її гідності, чуйність і турбота про інших, вміння дякувати і каятись;
- миролюбність як доброзичливість толерантність, поблажливість, уміння доходити консенсусу, вміння прощати, просити вибачення;
- милосердя як доброта, співчуття і допомога ближньому, лагідність, співпереживання.

## Функції
Головне призначення культури поведінки в тому, щоб сприяти найбільш адекватному вираженню моральних почуттів людини, пробуджувати в ній моральну рефлексію, забезпечувати психологічний комфорт спілкування, породжувати взаємну доброзичливість, ввічливість, толерантність. Необхідно виховувати у дітей, підлітків, молоді таку культуру поведінки, в якій виявляється і загальна внутрішня культура, і морально-етичні вимоги суспільства.
В різні культурно-історичні епохи, в різних країнах і серед різних соціальних груп населення культура поведінки значною мірою визначається загальноприйнятими нормами культури в суспільстві. Вона не зводиться до формального дотримання етикету, а становить важливу частину морального фонду особистості. Культура поведінки є дієвим вираженням таких моральних якостей, як гуманізм, громадянськість, почуття власної гідності, що виявляється у людини повсякденно і в різних умовах соціуму.
Культура поведінки включає низку умінь та навичок, що допомагають у правильній організації розумової та фізичної праці індивіда.